# Brevis esse laboro, obscurus fio
Brevis esse laboro, obscurus fio è una frase latina che, tradotta alla lettera, significa Cerco di essere breve, ma divento oscuro. L'espressione è di Orazio, Ars poetica, 25.
La locuzione, in altre parole, sta ad indicare che spesso la brevità è causa di minor chiarezza.